# Winfried Pilz

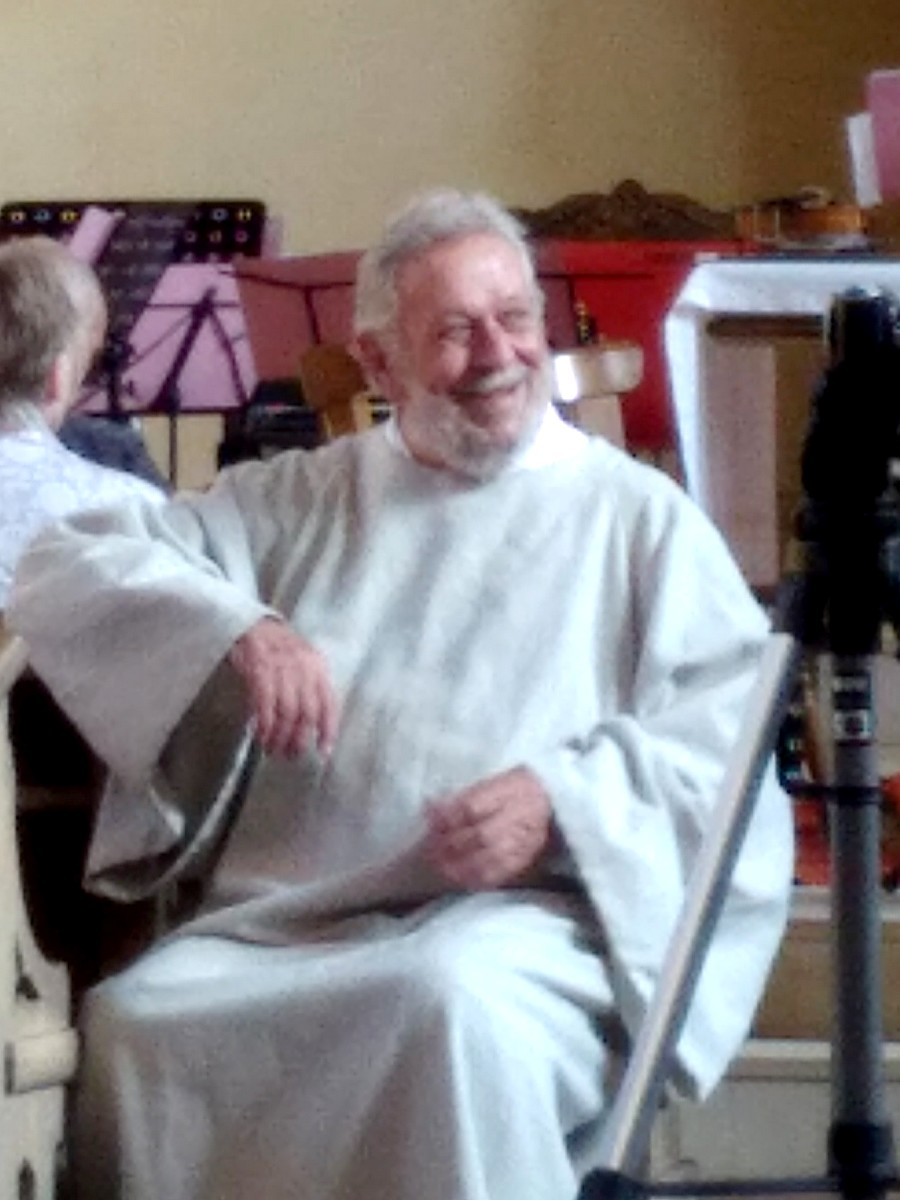
Winfried Pilz in Studánka, Varnsdorf (2017)

Winfried Pilz (* 4. Juli 1940 in Warnsdorf, Reichsgau Sudetenland; † 23. Februar 2019 in Görlitz) war ein deutscher römisch-katholischer Priester. Er war Präsident des Kindermissionswerks Die Sternsinger. Bekannt wurde er als Liederautor. Nach seinem Tod wurden Berichte zu sexuellem Missbrauch durch Pilz bekannt, zu denen es kirchenintern bereits zu seinen Lebzeiten Hinweise und Strafmaßnahmen gab.

## Leben
Nach der Vertreibung aus der Tschechoslowakei kam Pilz mit seiner Familie 1952 ins Rheinland und wuchs in Wermelskirchen auf. Er studierte Philosophie und Katholische Theologie in Bonn und München. 1966 empfing er im Kölner Dom die Priesterweihe. Nach einer Zeit als Kaplan in Herz Jesu in Euskirchen und in St. Joseph in Bonn wurde er Stadtjugendseelsorger in Bonn. Als Diözesanjugendseelsorger für die Männliche Jugend im Erzbistum Köln ab 1972 war er fast achtzehn Jahre lang zudem Rektor der Jugendbildungsstätte Haus Altenberg. In Altenberg im Bergischen Land bei Köln bestand vom 12. Jahrhundert bis 1803 eine Zisterzienserabtei; Pilz nahm in den 1970er- und 1980er-Jahren die mönchische Tradition des Ora et labora (Bete und arbeite) für die Jugendarbeit auf und lud nach Haus Altenberg zu Ora-et-labora-Wochen ein. Auch belebte er im Jahr 1980 die Tradition des Altenberger Lichts wieder. Beim Jugendhaus Düsseldorf war er als Referent für Glaubensbildung tätig. Ab 1990 war er Pfarrer der Gemeinde Sankt Martinus in Kaarst.
Von 2000 bis 2010 war Pilz Präsident des Kindermissionswerks Die Sternsinger in Aachen und leitete damit die Sternsingeraktion in Deutschland. Im Jahr 2007 wurde Pilz zum Präsidenten des Deutschen Katholischen Missionsrates gewählt. Von Juli 2010 bis 2012 war er Auslandsseelsorger in Prag und leitete die deutschsprachige Gemeinde. 2012 ging er in den Ruhestand, seitdem lebte er in Leutersdorf in der Oberlausitz, nur wenige Kilometer von seinem heute in Tschechien liegenden Geburtsort entfernt.
Pilz textete und komponierte zahlreiche Neue Geistliche Lieder, sein bekanntestes ist die deutsche Fassung von Laudato si. Für die Katholische Nachrichten-Agentur (KNA) verfasste er lange Jahre geistliche Impulse zum Kirchenjahr und erklärte die Kirchenfeste wie Kreuzerhöhung, Epiphanie, Fronleichnam und Christkönig.

## Vorwürfe sexuellen Missbrauchs
Das Erzbistum Köln gab am 29. Juni 2022 bekannt, dass es Missbrauchsvorwürfe gegen den Priester prüfe. Er sei 2012 beschuldigt worden, in den 1970er-Jahren einen schutzbedürftigen Erwachsenen sexuell missbraucht zu haben. Der Vorwurf habe sich im Rahmen der Untersuchung teils bestätigt, woraufhin der damalige Erzbischof, Kardinal Joachim Meisner, dem Geistlichen 2014 einen Verweis erteilt, eine Geldstrafe auferlegt und den Kontakt zu Minderjährigen verboten habe. Im Zuge der Aufarbeitung des Erzbistums sei der Fall 2018 der Staatsanwaltschaft nachgemeldet worden, die wegen Verjährung keine Ermittlungen aufgenommen habe.
2021 ergaben sich laut der Erzdiözese Hinweise auf mögliche weitere Betroffene.
2022 recherchierten die Journalisten Christiane Florin vom Deutschlandfunk und Raoul Löbbert von Christ und Welt weitere Vorwürfe zum sexuellen Missbrauch durch Pilz sowie Hinweise auf mögliche Widersprüche zu zwei eidesstattlichen Erklärungen hierzu von Erzbischof Rainer Maria Woelki. Drei Priester erstatteten Strafanzeige gegen Woelki wegen des Verdachts einer falschen Versicherung an Eides statt im Zusammenhang mit dem Missbrauchsfall. Die Staatsanwaltschaft Köln teilte am 12. September 2022 mit, dass sie aktuell „das Vorliegen eines sogenannten Anfangsverdachts“ prüfe, „von dessen Bejahung es dann abhängt, ob die Staatsanwaltschaft überhaupt zur Einleitung förmlicher Ermittlungen berechtigt und verpflichtet ist“; das Prüfungsergebnis stehe noch aus. Das Erzbistum Köln erklärte am 16. September 2022 auf Anfrage der Katholischen Nachrichtenagentur, auf den Aufruf an mögliche und bisher unbekannte Betroffene hin, sich zu melden, habe es Hinweise auf weitere mögliche Fälle erhalten, die jetzt geprüft würden. Im August 2023 wurde vom Kindermissionswerk „Sternsinger“ ein unabhängiger Bericht einer Kölner Anwältin dazu veröffentlicht.

## Werke
- Aus der Tiefe (1981)
- Feuer auf die Erde zu werfen (1974)
- Ich glaub an einen Gott, der singt (1987; Musik: Noël Colombier)
- Laudato si (1974; Musik: aus Italien)
- Mirjam aus Israel (Musik: Markus Pytlik)
- Hörst du? (1990; Musik: Markus Pytlik)
- Wir sind die Kinder dieser Welt (2005)
- Morgen-Land. Weihnachtliche Rundfunkansprachen (2010), ISBN 978-3-7666-1360-8